# Teresa Parker/Durand (personaje)
Teresa Durand, o Teresa Elizabeth Parker, es un personaje ficticio de Marvel Comics creado por Mark Waid, James Robinson, Gabriele Dell'Otto y Werther Dell'Edera, cuya primera aparición tuvo lugar en 2014 en Amazing Spider-Man: Family Business #1 es una superespía perteneciente a las fuerzas especiales de S.H.I.E.L.D. y exagente de la CIA. Sus orígenes son inciertos, aunque se cree que es hija natural de Richard Parker y Mary Fitzpatrick Parker, nacida en algún lugar de Francia durante una misión de sus padres, lo que la convertiría en hermana biológica de Peter Parker. Otros posibles orígenes (aunque menos probables) es que Teresa Durand no tenga ningún parentesco con los Parker, y haya sido inducida a creerlo a través de manipulación mental por órdenes del Kingpin, o bien, que ella sea un señuelo creado por el Camaleón para ser utilizada como "agente durmiente". Aunque su identidad como hija biológica de los Parker parece estar confirmada por Nick Fury, quien fue amigo cercano de los Parker y reclutaría a una entonces joven Teresa Durand sabiendo sus orígenes (aunque sin hacérselo saber a Teresa sino hasta muchos años después).

## Creación y concepto
Mark Waid apuntó que la gran mayoría de los villanos de Spider-Man se enfocan en problemas del presente, con muy pocas consecuencias o revelaciones acerca de los orígenes de Peter, el arco de "Family business" está concebido para explorar el misterio familiar. En este contexto, el personaje de Teresa se creó para funcionar como vínculo de Peter Parker con la vida que tuvieron sus padres, así como para dar respuestas al misterio de su desaparición y la orfandad de Peter. De esta forma, "Family Business":

"Realmente se centra en Peter reclutado en la vida de agente súper secreto al estilo de James Bond que sus padres dejaron".

Sobre la personalidad de Teresa, en palabras de Mark Waid ella es:

"la anti-Peter. Lo tiene todo junto, es suave como la seda. Ella es Modesty Blaise"

## Biografía ficticia

### Primeros años
Poco se sabe de los orígenes de Teresa Parker, supuestamente ella es hija natural de Richard Parker y Mary Fitzpatrick Parker, y habría nacido mientras sus padres se encontraban en una prolongada misión en Francia. Quienes habrían mantenido este hecho en secreto. Los Parker no regresarían con vida de aquella misión, por lo que la casi recién nacida Teresa creció en familia adoptiva y desconocería por completo sus orígenes familiares (así como el hecho de que tenía un hermano mayor) durante su infancia y juventud. Varios años después de la muerte de Richard y May Parker, Teresa (en ese entonces apellidada Durand) sería contactada y reclutada por Nick Fury para incorporarse a la CIA.

### Family Business
La primera aparición de Teresa Durand/Parker ocurriría cuando intervendría para "rescatar" a Peter Parker de un intento de asesinato por parte de unos pistoleros a sueldo (en realidad él no necesitaba ser rescatado, pero Teresa desconocía el alter ego de Peter), mientras escapaban Teresa reveló a Peter que ella podría ser su hermana, hecho que ella recién habría descubierto al investigar a una organización criminal internacional con la que ella parecía estar vinculada de alguna manera. Teresa encontró que los Parker estaban investigando a dicha organización cuando ocurrió su desaparición, supo que tuvieron un hijo de nombre Peter y que las circunstancias sugerían que ella era también hija natural de los Parker.
Peter se mostró escéptico, habiendo enfrentado en el pasado otros "regresos" de familiares y seres queridos. Aun así, y motivado por saber las circunstancias de la desaparición de sus padres, decidió aceptar la "protección" de Teresa y la acompañó a Mónaco a reunirse con Emile Chigaru, quien era el mando inmediato de los Parker durante su última misión. A su llegada a Mónaco, Peter sería nuevamente blanco de otro intento de asesinato y nuevamente "rescatado" por la intervención de Teresa, quien sospecharía de la oportuna "desaparición" de Peter durante el atentado, aunque en ese momento no le daría mayor importancia. Luego de una visita a la mansión de Chigaru, quien les diría que la investigación de los Parker estaba relacionada con algunas operaciones clandestinas que ocurrían en el Cairo. Por lo que Teresa y Peter se despiden y se dirigen a Egipto. Intrigado por las afirmaciones de Teresa, de ser ella una hija perdida de los Parker, Chigaru guarda el vaso de donde bebió Teresa para realizar estudios de ADN.
Al arribar a El Cairo, Peter sufre otro atentado por parte de los pistoleros de Kingpin, del cual se libra por la intervención de Teresa y la oportuna "aparición" de Spider-Man. Teresa ata cabos y le manifiesta a Peter que ya sabe que él es Spider-Man. Aunque Peter lo niega en un inicio, no le queda más que confirmar las sospechas de Teresa, quien lo provee de un nuevo traje y tecnología espía. Las pistas los llevan a un antiguo templo egipcio al que acceden sólo para caer en una trampa y verse rodeados por decenas de hombres armados. Se revela que el Kingpin estuvo desde el inicio detrás de toda la operación, ya que estaba en búsqueda de un arma tecnológica que los Parker habían resguardado en una bóveda en el desierto y que la única forma de acceder es a través del ADN de los Parker. Por lo que se explicaría los varios atentados e intentos de captura que había sufrido Peter en las últimas semanas, y de los que se había librado tanto por su habilidad como Spider-Man como por la intervención de Teresa. El Kingpin también reveló que él había guiado a Teresa hacia la investigación que los Parker habían dejado inconclusa, con la finalidad de que fuera ella quien descubriera por él la ubicación de dicha arma. Cuestionado sobre por qué no intentó capturar a Teresa desde un inicio, Kingpin afirmó que ella en efecto siempre ha sido una agente de SHIELD, sin embargo, no tiene ninguna relación ni vínculo con los Parker y que la hizo creer eso debido a la manipulación de la memoria y percepción inducidos por Mentallo. Como prueba de sus dichos, ordenó a éste retirar el hechizo de percepción y Peter pudo observar que la apariencia física de Teresa era muy distinta; una rubia de ojos azules (cuando Peter es de cabello y ojos castaños). El Kingpin se encuentra complacido con Teresa ya que no sólo la guio hasta el escondite de la antigua arma, sino que llevó a Peter hasta ese sitio y le permitió descubrir la identidad de Peter como Spider-Man, por ello ofrece dejar con vida a Teresa si acepta trabajar para él. A lo que Teresa se niega. Enfurecido, el Kingpin activa el arma escondida en el lugar, la cual es un robot altamente tecnológico y poderoso que comienza a destruir el lugar. Mientras Peter (ya como Spider-Man) intenta desactivar al robot gigante. Teresa se enfrenta al Kingpin, consiguiendo derrotarlo e intentando matarlo debido al dolor que le causó la manipulación emocional por la que la hizo pasar. Peter llama a Teresa a que no se convierta en una asesina, por lo que le perdona la vida al Kingpin, pero éste, en un momento de distracción noquea a Teresa y dispara contra Spider-Man, dejándolo malherido. Kingpin comienza a estrangular a Teresa pero Mentallo, cansado del Kingpin, emite un rayo que consigue apagarle la mente, salvando a Teresa y borrando de la memoria de Kingpin todo lo relacionado con los Parker (incluyendo la identidad de Peter, así como la relación de Teresa con él). El hechizo también afectó a Teresa por la proximidad con que se encontraba. Por lo que cuando recupera la consciencia, ella se encontró con numerosas lagunas de memoria de los sucesos de las últimas semanas. Habiendo olvidado también todo lo relacionado con los Parker, su aparente parentesco con ellos, así como la identidad de Peter como Spider-man (aunque sí recuerda que la "ayudaron") en el caso.
Teresa se despide de manera muy fría de Spider-man, simplemente agradeciéndolo por su ayuda durante la misión, lo que es un momento muy amargo para Peter, ya que le había tomado aprecio a Teresa y había llegado a creer y desear que fuera su hermana, lidia unos instantes con la idea de pedirle a Mentallo que restaure esos recuerdos, pero finalmente decide que es mejor no hacerlo y se despide.
En el epílogo se observa a Chigaru en su residencia abriendo el sobre con los resultados del estudio de ADN que tomó del vaso de Teresa, se le ve sonreír y murmurar para sí que los resultados eran "muy interesantes".

### Project Twilight
Teresa volvería a la vida de Peter Parker un año después, habiendo recuperado parcialmente la memoria (no se específica cómo), recordando que Peter es Spider-man y muy posiblemente, su hermano mayor. Para prevenirlo de un proyecto secreto se SHIELD diseñado para exterminar súper villanos y súper héroes consistente en viajes temporales para cambiar los momentos que llevaron a la creación o aparición de éstos. El descubrimiento de este proyecto, y el sabotaje de Teresa al mismo, la convirtieron en fugitiva de SHIELD, por lo que, al no contar con su equipo acostumbrado, recurre al Tinkerer para proveerse de nueva tecnología. Es así como adquiere su traje volador y otros equipamientos. Aunque no sin costo, ya que el Tinkerer intentó entregarla a SHIELD, de lo que se libraría luego de una lucha y de que Betty Brant borrara de los servidores del Tinkerer todo lo relacionado con Teresa, en el proceso descubren que la información del proyecto Twilight se encontraba dispersa no sólo entre distintos servidores, sino que además estos están dispersos entre distintas épocas. Por esta razón, Peter y Teresa acceden encubiertos a los laboratorios Stark y realizan distintos saltos temporales para localizar y destruir la información del proyecto. Durante uno de estos saltos temporales, Teresa decide buscar a un joven Nick Fury para aclarar dudas sobre su pasado. Fury se muestra inicialmente sorprendido al conocer a una supuesta hija de los Parker proveniente del futuro. Aun así, decide llevar a Teresa a una de las casas de seguridad que los Parker acostumbraban utilizar durante sus misiones donde, al revisar los documentos personales de Mary y Richard Parker, encuentran que en efecto Mary Parker dio a luz a una pequeña niña en algún hospital de Francia, la cual habría sido dada en adopción. Considera que esa es toda la confirmación que necesita y se reúne con Peter para comunicarle su descubrimientos y ambos continúan su misión en otros saltos temporales. Nick Fury rastrearía el paradero de la pequeña niña Parker y, años después la buscaría para entrenarla y reclutarla como espía. De esta forma, sería la misma Teresa la responsable de su mismo origen como espía.

### Chameleon conspiracy
Meses después de los eventos de Project Twilight, el amante de Teresa (y compañero en S.H.I.E.L.D), David Albright aparentemente ha sido torturado y asesinado por el Camaleón para obtener información, Teresa busca la ayuda de Peter para ayudar a encontrar al Camaleón, consiguen reunirse con un personaje llamado "El Extranjero", quien les revela que había usado la información de Albright para adquirir dosis de la fórmula del Infinito para ayudar a los esfuerzos de Silver Sable para salvar a Symkaria de su nueva guerra civil. A pesar de enterarse de los motivos nobles de Cameleon y la corrupción de Albright, Teresa continúa en persecución del Camaleón dejando a Peter solo. Semanas después Teresa y Peter conseguirían dar alcance al Camaleón y lo capturarían.
Teresa luego visita al Cameleon en la prisión en la que está cumpliendo condena y éste le "confiesa" que ella fue uno de los muchos agentes similares entrenados en una instalación especial por Finisher, el hombre que planeó el asesinato de Richard y Mary Parker, quien se encuentra vivo y aún activo. The Finisher se ofrece a revelarle a Teresa la verdad de sus propios orígenes, siempre que le entregue un dispositivo de clarividencia que Peter había ayudado a desarrollar. Peter confía el dispositivo a Teresa para su resguardo y ella, temiendo no ser realmente una Parker, está tentada a entregarlo al Finisher para así descubrir sus orígenes, pero finalmente decide abrazar a quien ella cree que es y destruye el dispositivo, manteniéndolo fuera de las manos de The Finisher y parte en búsqueda de éste para vengar a sus padres.

## Personalidad
Aunque comparte el sentido de responsabilidad de Peter, Teresa es vulnerable emocionalmente, como queda claro cuando el Camaleón logra quebrarla emocionalmente al hacerla creer que ella es en realidad un clon o "agente durmiente" de su creación o tiene arrebatos de rabia que hacen suponer que está dispuesta a rebasar límites morales que Peter no cruzaría, como haber destruido de un balazo en la cabeza a un señuelo de Silver Sable durante un arranque de ira (ante la pregunta de Peter si sabía que no se trataba de la verdadera Silver Sable, Teresa muestra indiferencia y evita responder, por lo que se asume que ella también desconocía que se trataba de un señuelo). Aunque también da muestras de que es capaz de entrar en razón y recuperar el control de sus emociones, por ejemplo, cuando tiene la oportunidad de ejecutar al Camaleón y elige no hacerlo.

## Recepción
Desde su aparición, el personaje de Teresa Parker se ha mostrado en contadas ocasiones, por lo que el papel o relevancia que su relación con Peter Parker tendrá en el futuro no está definido aún.

Nabeel Gaber, de CBR escribe sobre ella: 
Aunque no se la ha visto a menudo, Teresa Parker agrega otra capa a la historia de fondo de Peter. Peter simplemente no sabe que los Parker eran miembros de la CIA y S.H.I.E.L.D. ahora tiene a Teresa, una pariente viva que continúa la tradición familiar. Teresa encarna esta conexión con el pasado de Peter, lo que le permite interactuar con la familia, en lugar de simplemente añorar a sus padres perdidos.

Lo más importante es que Teresa le brinda a Peter alguien con quien puede relacionarse y conectarse. La vida de Spider-Man suele ser bastante solitaria, con muy pocos familiares y amigos a los que realmente pueda confiar sobre las realidades de su doble vida. Con Teresa, Peter tiene un miembro de la familia que conoce todos los lados de él y entiende mucho del "negocio familiar" ella misma.